# Centromerus silvicola
Centromerus silvicola är en spindelart som först beskrevs av Kulczynski 1887.  Centromerus silvicola ingår i släktet Centromerus och familjen täckvävarspindlar. Inga underarter finns listade i Catalogue of Life.